# Hans-Dieter Asner
Hans-Dieter Asner (* 3. Februar 1931 in Neisse) ist ein deutscher Schauspieler.
Asner spielte in zahlreichen Fernsehfilmen und Filmen mit und trat in den Serien Der Alte und Derrick häufig in der Rolle des Staatsanwaltes auf.

## Filmografie (Auswahl)
- 1962: Flitterwochen (Fernsehfilm) als Willi
- 1962: Lokalbericht (Fernsehfilm) als Seipelt
- 1965: Bernhard Lichtenberg (Fernsehfilm)
- 1965: Oberst Wennerström (Fernsehfilm) als Major Vesleen
- 1966: Raumpatrouille – Die phantastischen Abenteuer des Raumschiffes Orion; Folge: Deserteure (Fernsehserie) als Offizier
- 1967: Der sanfte Lauf
- 1967: Die fünfte Kolonne (Fernsehserie) als Otto Sohns
- 1968: Das Kriminalmuseum (Fernsehserie) als Staatsanwalt
- 1969: Alte Kameraden (Fernsehfilm)
- 1969: Graf Yoster gibt sich die Ehre (Fernsehserie) als Sénateur Malgré
- 1970: Ferdinand Graf von Zeppelin – Stunde der Entscheidung (Fernsehfilm) als Hacker
- 1971: Aufstiegschancen (Fernsehfilm) als Waltermann
- 1971: Operation Walküre (Fernsehfilm) als Hans Bernd Gisevius
- 1976: Inspektion Lauenstadt (Fernsehserie) als Kriminalbeamter
- 1978–1988: Tatort (Fernsehreihe)
  - Schwarzes Wochenende (1986) als Erwin Patzke
  - Schlußverkauf (1978) als Direktor Haslauer
  - Sein letzter Wille (1988) als Polizeirat
- 1981–1986: Der Alte (Fernsehserie); Folgen:
  - Freispruch (1981) als Rechtsanwalt
  - Bis daß der Tod uns scheidet (1981) als Gerichtsmediziner
  - Hass (1982) als Staatsanwalt Klein
  - Der vierte Mann (1983) als Staatsanwalt Klein
  - Alleingang (1984) als Dr. Balsam
  - Zwei Särge aus Florida (1984)
  - Der Selbstmord (1985) als Staatsanwalt Klein
  - Wiederholungstäter (1985) als Staatsanwalt Klein
  - Der Sohn (1985) als Staatsanwalt Klein
  - Das Attentat (1986) als Staatsanwalt Klein
  - Der Mord auf Zimmer 49 (1986) als Staatsanwalt Klein
  - Falsch verbunden (1986) als Staatsanwalt Klein
  - Tatverdacht (1986) als Staatsanwalt Klein
- 1981–1992: Derrick (Fernsehserie) als Oberstaatsanwalt
  - Beatrice und der Tod (1992)
  - Stellen Sie sich vor, man hat Dr. Prestel erschossen (1984)
  - Angriff aus dem Dunkel (1984)
  - Eine ganz alte Geschichte (1981)
  - Über dem Abgrund (1988)
- 1982: Nuclearvision
- 1985: Ich und der Duce (Fernsehfilm) als Joachim von Ribbentrop
- 1986–1988: Polizeiinspektion 1 (Fernsehserie)
  - Die Erbschaft (1988) als Polizeidirektor
  - Der letzte Held (1986) als Bauer
- 1986–1987 Über dem Abgrund
- 1987: Die Krimistunde (Fernsehserie, Folge 29, Episode: "Dienstbotenprobleme")
- 1988 Ein Fall für zwei (Fernsehserie) als Staatsanwalt in der Folge Kurz hinter Ankara
- 1988–1990: Der Fahnder (Fernsehserie) als Wendel
  - Nebenjob (1990)
  - Über dem Abgrund (1988)
- 1989: Mit Leib und Seele (Fernsehserie)
  - Der fliegende Bruder (1989) als Direktor Stadler
  - Der lächelnde König (1989) als Schuldirektor
- 1994: Lutz & Hardy (Fernsehserie)
  - Gott der Diebe